# Чемпионат Европы по футболу 2005 среди юношей до 19 лет
Чемпионат Европы по футболу 2005 среди юношей до 19 лет (англ. 2005 UEFA European U-19 Football Championship) — 4-й розыгрыш чемпионата Европы по футболу среди юношей до 19 лет (и 54-й розыгрыш турнира с учётом юниорских турниров ФИФА, УЕФА и юношеского чемпионата Европы до 18 лет). Он прошёл с 18 по 29 июля 2005 года в Северной Ирландии. Сборная Франции в 6-й раз в своей истории стали чемпионами.

## Квалификация
Квалификация на финальный турнир прошла в два этапа:
- Квалификационный раунд
- Элитный раунд

51 сборная в течение двух раундов боролась за семь путёвок на финальный турнир. Сборная Северной Ирландии была освобождена от квалификации как представитель страны-организатора.
В квалификационном раунде 48 команд были разделены на 12 подгрупп (по 4 — в каждой). По итогам мини-турниров по две лучшие сборные из каждой подгруппы, а также лучшая сборная среди занявших 3-е место вышли в элитный раунд. Там команды были распределены на семь подгрупп, победители которых получили путёвку на финальный турнир. Три сборные пропускали квалификационный раунд.
Участники финального турнира:
- Армения
- Англия
- Франция
- Германия
- Греция
- Северная Ирландия
- Норвегия
- Сербия и Черногория

## Стадионы
| Город     | Стадион       | Вместимость |
| --------- | ------------- | ----------- |
| Белфаст   | Уиндзор Парк  | 18 000      |
| Белфаст   | Овал          | 15 250      |
| Ньюри     | Шоуграундс    | 6 500       |
| Лерган    | Мурневью Парк | 5 000       |
| Баллимина | Шоуграундс    | 5 000       |

## Групповой этап
- Время — UTC+1

### Группа A
| М | Команда             | И | В | Н | П | Мячи  | ±  | О |                  |
| - | ------------------- | - | - | - | - | ----- | -- | - | ---------------- |
| 1 | Сербия и Черногория | 3 | 3 | 0 | 0 | 8 − 2 | +6 | 9 | Выход в плей-офф |
| 2 | Германия            | 3 | 2 | 0 | 1 | 7 − 5 | +2 | 6 | Выход в плей-офф |
| 3 | Греция              | 3 | 1 | 0 | 2 | 1 − 6 | −5 | 3 |                  |
| 4 | Северная Ирландия   | 3 | 0 | 0 | 3 | 1 − 4 | −3 | 0 |                  |

И — игры, В — выигрыши, Н — ничьи, П — проигрыши, Мячи — забитые и пропущенные голы, ± — разница голов, О — очки

| Сербия и Черногория                                     | 4:2     | Германия                     |
| ------------------------------------------------------- | ------- | ---------------------------- |
| Веселинович 57′, 59′ · Маринкович 75′ · Марковски 90+3′ | (отчёт) | Полански 37′ · Кучукович 51′ |

| Северная Ирландия | 0:1     | Греция         |
| ----------------- | ------- | -------------- |
|                   | (отчёт) | Петропулос 15′ |

| Греция | 0:3     | Германия                                |
| ------ | ------- | --------------------------------------- |
|        | (отчёт) | Мюллер 16′ · Полански 43′ · Боатенг 47′ |

| Северная Ирландия | 0:1     | Сербия и Черногория |
| ----------------- | ------- | ------------------- |
|                   | (отчёт) | Веселинович 78′     |

| Германия                     | 2:1     | Северная Ирландия |
| ---------------------------- | ------- | ----------------- |
| Штайнхёфер 85′ · Эпштайн 89′ | (отчёт) | Стюарт 90+1′      |

| Греция | 0:3     | Сербия и Черногория                         |
| ------ | ------- | ------------------------------------------- |
|        | (отчёт) | Веселинович 4′ (пен.), 43′ · Арсениевич 16′ |

### Группа B
| М | Команда  | И | В | Н | П | Мячи  | ±  | О |                  |
| - | -------- | - | - | - | - | ----- | -- | - | ---------------- |
| 1 | Франция  | 3 | 2 | 1 | 0 | 5 − 2 | +3 | 7 | Выход в плей-офф |
| 2 | Англия   | 3 | 1 | 2 | 0 | 5 − 4 | +1 | 5 | Выход в плей-офф |
| 3 | Норвегия | 3 | 1 | 0 | 2 | 5 − 6 | −1 | 3 |                  |
| 4 | Армения  | 3 | 0 | 1 | 2 | 1 − 4 | −3 | 1 |                  |

И — игры, В — выигрыши, Н — ничьи, П — проигрыши, Мячи — забитые и пропущенные голы, ± — разница голов, О — очки

| Франция    | 1:1     | Англия     |
| ---------- | ------- | ---------- |
| Бальде 19′ | (отчёт) | Фрайатт 9′ |

| Норвегия             | 2:0     | Армения |
| -------------------- | ------- | ------- |
| Аудья 21′ · Ниша 69′ | (отчёт) |         |

| Армения   | 1:1     | Англия              |
| --------- | ------- | ------------------- |
| Ломбе 87′ | (отчёт) | Петросян 72′ (авт.) |

| Норвегия   | 1:3     | Франция                             |
| ---------- | ------- | ----------------------------------- |
| Ларсен 57′ | (отчёт) | Гуркюфф 16′ (пен.), 29′, 83′ (пен.) |

| Армения | 0:1     | Франция    |
| ------- | ------- | ---------- |
|         | (отчёт) | Камбон 31′ |

| Англия                              | 3:2     | Норвегия                |
| ----------------------------------- | ------- | ----------------------- |
| Миллс 3′ · Блэксток 80′ · Уитер 83′ | (отчёт) | Аудья 23′ · Ханссен 79′ |

## Плей-офф

### Полуфинал
| Сербия и Черногория | 1:3     | Англия                  |
| ------------------- | ------- | ----------------------- |
| Маринкович 87′      | (отчёт) | Фрайатт 18′, 81′, 90+3′ |

| Франция                     | 3:2     | Германия                  |
| --------------------------- | ------- | ------------------------- |
| Бальде 34′, 58′ · Кабай 63′ | (отчёт) | Эпштайн 40′ · Боатенг 86′ |

### Финал
| Англия    | 1:3     | Франция                               |
| --------- | ------- | ------------------------------------- |
| Холмс 41′ | (отчёт) | Шакури 56′ · Бальде 75′ · Гуффран 88′ |